# Цислейтанія
Цислейтанія (нім. Cisleithanien також Zisleithanien, укр. Долитавщина, угор. Ciszlajtánia, чеськ. Předlitavsko, словац. Predlitavsko, пол. Przedlitawia, хорв. Cislajtanija, словен. Cislajtanija, рум. Cisleithania, італ. Cisleitania) — у 1867—1918 роках назва однієї із двох складових частин Австро-Угорщини. Цислейтанія охоплювала землі, безпосередньо підконтрольні австрійській імперській короні, Транслейтанія — угорській королівській короні.

## Назва
Хоронім Цислейтанія походить від назви прикордонної річки Лайти (Литави).
Офіційною назвою Цислейтанії було нім. Die im Reichsrat vertretenen Königreiche und Länder — Королівства і землі, представлені в Райхсраті (Імперській раді).

## Історія
До австро-угорської угоди 1867 року і утворення Австро-Угорщини, розділеної на Цислейтанську і Транслейтанську частини, термін «Австрія» був загальною назвою для всіх земель створеної в 1804 році Австрійської імперії. В австро-угорський період під «Австрією» мали на увазі Цислейтанську частину держави на протилежність до Транслейтанської (або Угорської в ширшому сенсі).
Територіально землі австрійської корони включали не лише сучасну Австрію, але також і Словенію, Чехію, Моравію, значні області сучасних Хорватії, Польщі та України, а також деякі райони Італії (Гориція, Трієст, частину Тіроля).
У складі Австро-Угорщини цислейтанські (австрійські) землі мали окремий від угорських парламент (вищезазначений Райхсрат), уряд (очолюваний міністром-президентом) і деякі інші органи управління.

## Населення
| Національність | Кількість  | % від загальної кіл. насення |
| --- | ---------- | ---------------------------- |
| Німці | 9 950 266  | 34,8 %                       |
| Чехи | 6 435 983  | 22,5 %                       |
| Поляки | 4 967 984  | 17,3 %                       |
| Рутени (Українці) | 3 518 854  | 12,3 %                       |
| Словенці | 1 252 940  | 4,4 %                        |
| Хорвати та Серби | 783 334    | 2,8 %                        |
| Італійці | 768 422    | 2,7 %                        |
| Румуни | 275 115    | 1 %                          |
| Угорці | 10 974     | 0,03 %                       |
| Інші |            | 2 ‰                          |
| Загалом | 28 571 934 | 100 ‰                        |
| Джерело: Allgemeines Verzeichnis der Ortsgemeinden und Ortschaften Österreichs nach den Ergebnissen der Volkszählung vom 31. Dezember 1910 |            |                              |

## Адміністративно-територіальний поділ

Австро-Угорщина:
Цислейтанія (Австрійська імперія): 1. Богемія, 2. Буковина, 3. Каринтія, 4. Крайна, 5. Далмація, 6. Галичина, 7. Примор'я, 8. Нижня Австрія, 9. Моравія, 10. Зальцбург, 11. Сілезія, 12. Штирія, 13. Тіроль, 14. Верхня Австрія, 15. Форарльберг;
Транслейтанія (Угорське королівство): 16. Угорщина, 17. Хорватія і Славонія;
Австро-Угорський кондомініум: 18. Боснія і Герцеговина

| №  | Герб | Земля                                                                                             | Німецька назва | Столиця              | Площа в км²          | Населення (1910)                |
| -- | ---- | ------------------------------------------------------------------------------------------------- | --- | -------------------- | -------------------- | ------------------------------- |
| 1  |      | Богемське королівство                                                                             | Königreich Böhmen | Прага                | 51.947               | 6.769.548                       |
| 2  |      | Буковинське герцогство                                                                            | Herzogtum Bukowina | Чернівці             | 10.441               | 800.098                         |
| 3  |      | Каринтійське герцогство                                                                           | Herzogtum Kärnten | Клаґенфурт           | 10.326               | 396.200                         |
| 4  |      | Крайнинське герцогство                                                                            | Herzogtum Krain | Любляна              | 9.954                | 525.995                         |
| 5  |      | Далмацьке королівство                                                                             | Königreich Dalmatien | Задар                | 12.831               | 645.666                         |
| 6  |      | Королівство Галичини та Володимирії                                                               | Königreich Galizien und Lodomerien                                                                                         | Львів                | 78.497               | 8.025.675                       |
| 7  |      | Австрійське Примор'я Графство Гориці і Градишки Імперське вільне місто Трієст Маркграфство Істрія | Österreichisches Küstenland Gefürstete Grafschaft Görz und Gradisca Reichsunmittelbare Stadt Triest Markgrafschaft Istrien | Трієст Гориція Пореч | 7.969 95 2.918 4.956 | 893.797 229.510 260.721 403.566 |
| 8  |      | Князівство Нижня Австрія                                                                          | Erzherzogtum Österreich unter der Enns                                                                                     | Відень               | 19.825               | 3.513.814                       |
| 9  |      | Моравське маркграфство                                                                            | Markgrafschaft Mähren | Брно                 | 22.222               | 2.622.271                       |
| 10 |      | Зальцбурзьке герцогство                                                                           | Herzogtum Salzburg | Зальцбург            | 7.153                | 214.737                         |
| 11 |      | Князівство Верхньої і Нижньої Сілезії                                                             | Herzogtum Ober- und Niederschlesien, Herzogtum Schlesien                                                                   | Опава                | 5.147                | 756.949                         |
| 12 |      | Штирійське герцогство                                                                             | Herzogtum Steiermark | Грац                 | 22.425               | 1.444.157                       |
| 13 |      | Тірольське графство                                                                               | Gefürstete Grafschaft Tirol                                                                                                | Інсбрук              | 26.683               | 946.613                         |
| 14 |      | Князівство Верхня Австрія                                                                         | Erzherzogtum Österreich ob der Enns                                                                                        | Лінц                 | 11.982               | 853.006                         |
| 15 |      | Область Форарльберґ                                                                               | Das Land Vorarlberg | Брегенц              | 2.602                | 145.408                         |